# باشگاه فوتبال سینسیناتی
باشگاه فوتبال سینسیناتی (انگلیسی: FC Cincinnati) یک باشگاه فوتبال حرفه‌ای است در سینسیناتی، اوهایو تأسیس شده و در لیگ برتر فوتبال ایالات متحده آمریکا بازی می‌کند.